# Manuel Ruiz de Pancorvo
Manuel Lino Ruiz de Pancorvo, (Lima, fines del siglo XVIII – Lima, siglo XIX) fue un abogado, magistrado y político peruano. Fue Ministro de Gobierno y Relaciones Exteriores, durante la dictadura de Simón Bolívar (1825).

## Biografía
Cursó Derecho en la Universidad Nacional Mayor de San Marcos y se recibió de abogado ante la Real Audiencia. Pasó a formar parte del Ilustre Colegio de Abogados de Lima. Fue vocal y presidente de la Corte Superior de Lima.
Al instaurarse la dictadura de Bolívar en el Perú, fue investido como Oficial Mayor del Ministerio de Gobierno y Relaciones Exteriores, y como tal se hizo cargo de ese despacho, en reemplazo de Hipólito Unanue, de septiembre a diciembre de 1825.
Durante su período en la cancillería coordinó con los representantes del Perú enviados a Panamá como representantes de la gran asamblea panamericana o Congreso anfictiónico, sobre los puntos que debían desarrollar. Dichos representantes eran José María de Pando y Manuel Lorenzo de Vidaurre. Dicha asamblea se reunió al año siguiente, pero no tuvo resultados prácticos. 
| Predecesor: Hipólito Unanue | Ministro de Relaciones Exteriores del Perú 15 de septiembre de 1825 a 15 de diciembre de 1825 | Sucesor: José Serra |